# Claire Bennet
Claire Bennet is een personage uit de Amerikaanse televisieserie Heroes, gespeeld door Hayden Panettiere.

## Personage
Claire is een 16-jarige cheerleader van de Union Wells High School in Odessa (Texas). Claire werd geadopteerd door Noah Bennet en Sandra Bennet. Haar leven verandert drastisch wanneer ze ontdekt dat ze over gaven beschikt. Ze worstelt met het gevoel 'niet normaal te zijn' en wilde dat ze net zoals iedereen was en niet vanzelf kon genezen of zelfs uit de dood opstaan. Ze leert ook stilaan de waarheid over haar adoptievader Mr. Bennet en over het bestaan van haar echte ouders (Meredith Gordon en Nathan Petrelli).
Claire is ook Hiro Nakamura's 'queeste' om New York te redden. Een toekomstige versie van Hiro verschijnt aan Peter Petrelli met de cryptische instructies: "Save the Cheerleader, save the world". Claire blijkt deze cheerleader te zijn.

## Eerste Seizoen
6 maanden voor de start van de series was Claire Bennet een cheerleader op haar middelbare school in Odessa, samen met een van haar vriendinnen Jackie Wilcox. Maar hoe hard Claire het ook wil, ze begint stilaan te beseffen dat ze niet is zoals iedereen: ze kan zichzelf helen. Samen met Zach filmt ze zichzelf terwijl ze allerlei stunts uitprobeert. Haar jongere broer Lyle ontdekt op een dag de videocassette met de zelfmoordpogingen van Claire en ontdekt zo haar gave.
Maar het lukt Claire niet om haar gave voor zich te houden, in de eerste aflevering redt ze een man uit een brandend wrak. Maar Jackie gaat met alle eer lopen, omdat zij de 'held' wil zijn.
Brody Mitchum (een quarterback uit het footballteam van de school) probeert Claire dronken te voeren en haar te verkrachten. Maar Claire verzet zich en komt lelijk ten val. Claire sterft en wordt gedumpt in de rivier. Wanneer Claire wakker wordt ligt ze op de autopsietafel in een mortuarium waar ze volledig opengesneden is.

### Save the Cheerleader
We horen 'Save the Cheerleader, Save the World' als een leidraad door het verhaal. Een toekomstige versie van Hiro Nakamura komt deze cryptische instructies aan Peter Petrelli doorgeven.
Doorheen het verhaal komen we te weten dat Sylar het op de gaven van Claire gemunt heeft en dat Peter een belangrijke schakel is om dit te vermijden. Gelukkig voor Claire vergist Sylar zich van Cheerleader en komt Jackie aan haar einde.
Een toekomstige versie van Hiro Nakamura wilde met 'Save the Cheerleader, Save the World' bereiken dat Sylar Claire niet vermoord, en vervolgens haar gave overneemt waardoor Sylar bijna niet meer te doden is.

### Biologische ouders
Claire wil haar biologische ouders leren kennen in de hoop dat zij ook speciale gaven hebben, net zoals zij. Ze probeert haar adoptieouders ertoe te overtuigen contact op te nemen met haar echte ouders. Wanneer ze deze eindelijk ontmoet is dit voor Claire een grote teleurstelling, maar wat ze niet weet is dat haar adoptievader eigenlijk voor dit gesprek twee collega's, Hank en Lisa heeft ingeschakeld.
Wanneer Claire in "The Fix" samen met haar beste vriend Zach op zoek gaat naar informatie over haar biologische moeder, ontdekt ze meer informatie over Meredith Gordon. In een nieuwsartikel staat te lezen dat Meredith omgekomen is in een brand, samen met haar 18 maanden oude dochtertje. Zach en Claire denken dat dit kind weleens Claire zou kunnen zijn. Claire probeert verschillende mensen met de familienaam 'Gordon' te benaderen.
Slechts één vrouw reageert. Wanneer Claire haar moeder ontmoet, blijkt dat zij ook een gave heeft: Pyrokinese.
Claire vraagt haar moeder om haar vader te kunnen ontmoeten, maar Meredith laat blijken dat deze daar geen interesse in heeft en enkel zal willen betalen. Later telefoneert Meredith naar Claires echte vader, die Nathan Petrelli blijkt te zijn.

### Save the World
In ".07%" leert Claire dat haar grootmoeder Angela Petrelli altijd al wist dat Claire niet in de brand was omgekomen (in tegenstelling tot Nathan, hij was ervan overtuigd dat zijn dochtertje was omgekomen). Mrs. Petrelli verteld Claire dat het veel te gevaarlijk is om in New York te blijven en dat ze hierdoor weleens de verkiezingen voor Nathan in gevaar kan brengen, daarom stelt ze voor dat zij en Claire voorlopig naar Parijs zullen gaan.

### Alternatieve toekomst
In "Five Years Gone" zie je dat Claire zich de hele tijd heeft verstopt voor President Petrelli en zijn departement "Homeland Security". Op dat moment werkt ze als dienster in the Brunt Toast Diner in Midland, Texas en ze gaat door het leven als een brunette met de naam "Sandra". Terwijl ze haar huwelijk met haar verloofde Andy bespreekt, blijkt haar adoptievader in het restaurant te zitten. Mr. Bennet draagt haar op te vluchten en laat geld achter om haar die mogelijkheid te geven. Maar Claire is te laat, Matt Parkman is haar al op het spoor en brengt haar naar het 'Petrelli Mansion'. Claire probeert te vluchten van haar vader, maar op dat moment komt zijn ware aard naar boven. Nathan is niet wie hij lijkt, maar hij is Sylar. Deze heeft in het verleden de kans gekregen om zowel Nathan als Candice Wilmer te vermoorden en beiden hun gaven af te nemen.

## Tweede Seizoen
Claire komt erachter dat ze niet alleen van wondjes kan herstellen na een biologieles. In de aflevering Lizards hoort ze in een les dat hagedissen nieuwe lichaamsdelen kunnen laten groeien als die zijn beschadigd of zelfs verwijderd. Ze knipt haar teen af en die groeit terug. Een jongen die bij haar in de klas zit, West, keek op dat moment door het raam. Later blijkt dat hij ook een gave bezit, namelijk vliegen. Ze krijgen later een relatie.

## Derde Seizoen
In de eerste aflevering van het seizoen, The Second Coming, komt Sylar naar het huis van Claire. Na wat gevecht steekt ze hem met een mes. Sylar pakt haar echter en snijdt haar schedel open. Hij absorbeert haar gaven door te kijken welk gebied van de hersenen zorgt voor de gave. Hij pakt de top van de schedel en doet die weer terug op haar hoofd. Ze herstelt ervan en Sylar legt haar uit dat ze nooit dood zal gaan en nu hij haar gave heeft, hij ook niet.
Nadat Sylar haar gave heeft geabsorbeerd, snijdt ze zich aan een stuk glas. Ze voelt hier echter niks van. Ze begint zich af te vragen of ze nog wel menselijk is. Op een gegeven moment staat ze op een treinspoor en er komt een trein aanrijden. Ze wil een 'zelfmoordpoging' opnemen en zegt tegen de camera dat ze niet weet of ze nog menselijk is. Wanneer de trein bijna tegen Claire botst komt Peter en 'redt' haar.
Wanneer Sylar op Level 5 komt van Primatech Paper, schakelt hij Elle uit. Die staat later op en wil hem een schok geven. Dit mislukt en twaalf gevangenen ontsnappen. Claires vader krijgt de missie om ze terug te pakken, van Angela Petrelli, Claires oma. Claire wil haar vader helpen bij die missie, maar hij weigert. Hij laat dan zien dat hij Meredith Gordon, Claires biologische moeder, heeft gevraagd om haar te beschermen.
Aan het eind van het seizoen is ze samen met Noah, Matt, Hiro, Ando, 'Nathan,' Peter, en Angela aanwezig bij de crematie van "Sylar."